# Kwintijn
Een kwintijn of pentastichon is een strofe die bestaat uit vijf verzen. Het is een term die gebruikt wordt in de poëzie. De naam is afgeleid van het Latijnse woord voor vijf, quinque.
Bekende vijfregelige versvormen die kwintijn genoemd worden zijn de tanka, de quintil en de limerick. Ook de Perzische en Urdu mukhammas is een quintijnvorm.

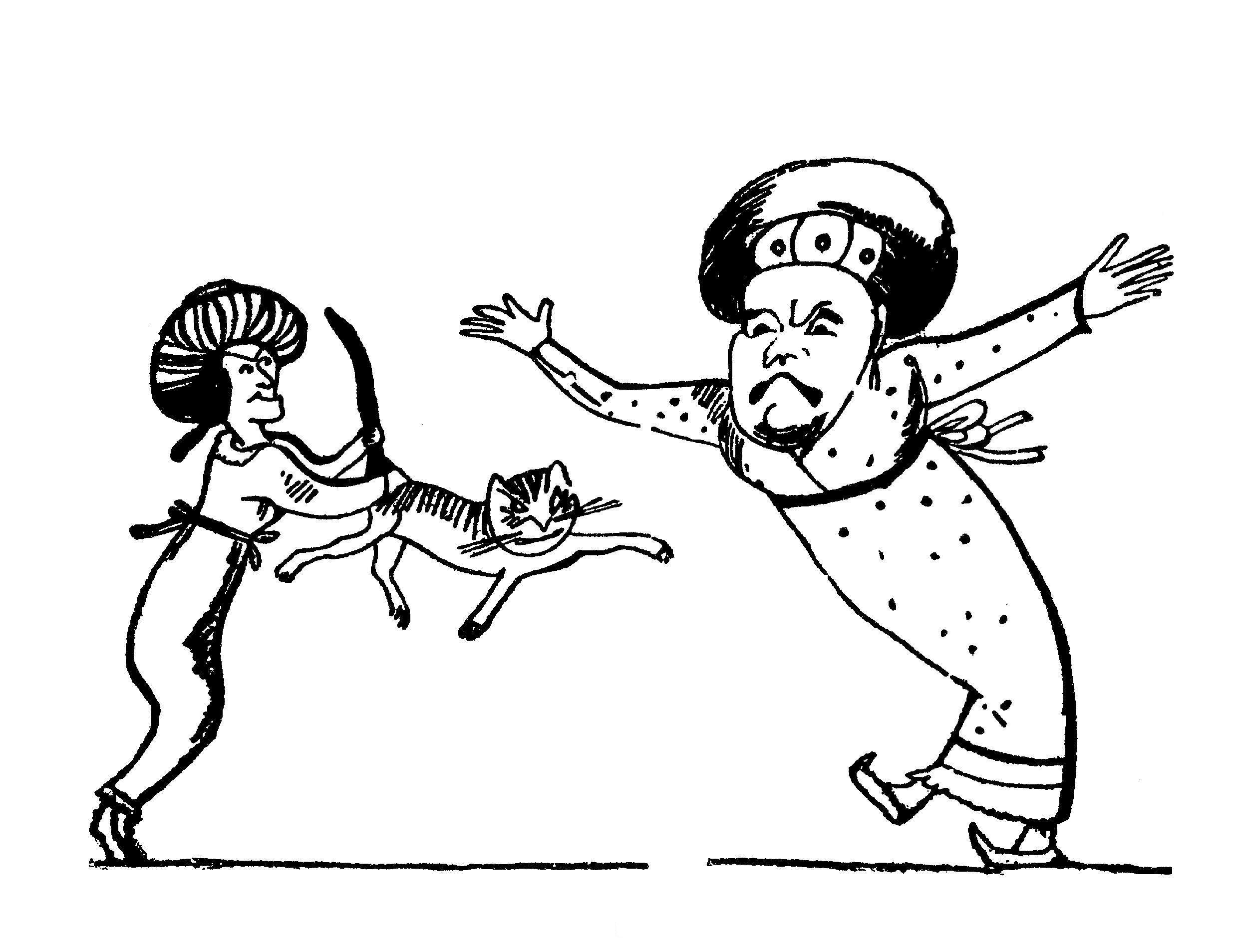
There was a Young Person of Smyrna in "A Book of Nonsense I (1846) door Edward Lear)

There was a Young Person of Smyrna,
Whose Grandmother threatened to burn her;
But she seized on the cat,
And said, 'Granny, burn that!
You incongruous Old Woman of Smyrna!'
(Edward Lear, There was a Young Person of Smyrna - limerick)